# Sphenomorphus kinabaluensis
Sphenomorphus kinabaluensis este o specie de șopârle din genul Sphenomorphus, familia Scincidae, descrisă de Bartlett 1895. Conform Catalogue of Life specia Sphenomorphus kinabaluensis nu are subspecii cunoscute.